# Base des Forces canadiennes Comox
Pour les articles homonymes, voir Comox.
La base des Forces canadiennes (BFC) Comox est une base des Forces canadiennes située à 4,6 km au nord-est de Comox en Colombie-Britannique. Elle est sous le Commandement aérien et l'une des deux bases au Canada hébergeant le CP-140 Aurora. La 19e Escadre Comox est la principale unité occupant la base.
L'aérodrome de la base est également utilisé civilement sous le nom d'aéroport de Comox et comporte du personnel de l'Agence des services frontaliers du Canada qui ne peuvent desservir que des aéronefs d'aviation générale de 15 passagers et moins.

## Statistiques
Pour des raisons techniques, il est temporairement impossible d'afficher le graphique qui aurait dû être présenté ici.

Voir la requête brute et les sources sur Wikidata.

## Compagnies et destinations
| Compagnies               | Destinations                                                     |
| ------------------------ | ---------------------------------------------------------------- |
| Air Canada Express       | Vancouver                                                        |
| Pacific Coastal Airlines | Kelowna, Vancouver                                               |
| WestJet                  | Calgary, Edmonton En saison : Puerto Vallarta, Toronto (Pearson) |
| WestJet Encore           | Calgary, Edmonton, Vancouver                                     |

Édité le 27/04/2025